# Moj papa - kapitan
Moj papa - kapitan (Мой папа — капитан) è un film del 1969 diretto da Vladimir Sergeevič Byčkov.